# Diplazium cultrifolium
Diplazium cultrifolium är en majbräkenväxtart som först beskrevs av Carl von Linné och som fick sitt nu gällande namn av Gustav Kunze.
Diplazium cultrifolium ingår i släktet Diplazium och familjen Athyriaceae. Inga underarter finns listade i Catalogue of Life.